# Leichtathletik-Europameisterschaften 2010/Teilnehmer (Albanien)
Albanien nahm 2010 an den Leichtathletik-Europameisterschaften teil und meldete 2 Sportler für die Leichtathletik-Europameisterschaften 2010 vom 27. Juli bis zum 1. August in Barcelona.
| Wettbewerb | Männer                      | Frauen                           |
| ---------- | --------------------------- | -------------------------------- |
| 200 m      |                             | Klodiana Shala (nicht gestartet) |
| Weitsprung | Admir Bregu (Ausgeschieden) |                                  |